# Казалінська міська адміністрація
Казалі́нська міська адміністрація (каз. Қазалы қаласы әкімдігі, рос. Казалинская городская администрация) — адміністративна одиниця у складі Казалінського району Кизилординської області Казахстану. Адміністративний центр та єдиний населений пункт — місто Казалінськ.
Населення — 7324 особи (2021; 7686 у 2009, 7298 у 1999, 7987 у 1989).